# شوشی
شوشی (ارمنی: ՇՈՒՇՒ، ترکی آذربایجانی: Şuşa) شهری در جمهوری آرتساخ و مرکز استان شوشی و  جمهوری آذربایجان و مرکز شهرستان شوشی است.

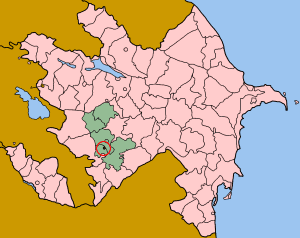

بنابر برخی منابع، شهر شوشی در سال ۱۷۵۲ میلادی از سوی پناهعلی‌خان جوانشیر حاکم منصوب‌شده از طرف دولت صفوی ایران، بنا شد. از اواسط سده ۱۸ تا سال ۱۸۲۲ شهر شوشی پایتخت خانات قره‌باغ بود. این شهر کانون فرهنگ و زادگاه تعداد زیادی از روشنفکران، شعرا، نویسندگان و به‌ویژه موسیقیدانان آذربایجانی، شامل عاشیقان، خوانندگان موسیقی مقامی، نوازندگان قوپوز و غیره… بوده‌است. از آنجا که شهر شوشی محل قرارگیری چندین اثر تاریخی، فرهنگی و مذهبی است،
این شهر که به کنسرواتوار آذربایجان مشهور است موطن بسیاری از آهنگسازان، هنرمندان موسیقی، شاعران و نویسندگان ارمنی و آذربایجانی است. این شهر همچنین پس از جنگ جهانی اول برای ارمنی‌ها به جهت اقتصادی و فرهنگی از اهمیت ویژه‌ای برخوردار شده‌است. وجود «کلیسای جامع غازانچتسوتس» این شهر را از نظر مذهبی نیز برای ارامنه دارای اهمیت ویژه‌ای ساخته‌است. شوشی شهری در منطقه مورد مناقشه ناگورنو - قره‌باغ در قفقاز جنوبی است.. ارتفاع این شهر ۱٬۴۰۰ تا ۱٬۸۰۰ متر از سطح آب‌های آزاد است و دارای مناظر بسیار بدیع کوهستانی است که پوشیده از جنگل‌های انبوه است.
نیروهای ویژه نیروهای مسلح جمهوری آذربایجان طی یک نبرد سه روزه در جریان درگیری‌های ناگورنو-قره‌باغ سال ۲۰۲۰، شهر شوشی را هشتم ماه نوامبر در کنترل گرفتند. این شهر هم‌اکنون در کنترل ارتش جمهوری آذربایجان قرار دارد.

## نام
شوشی در سال ۱۱۲۹ خورشیدی توسط پناه علی خان جوانشیر، مؤسس و نخستین حاکم شوشی، بنا نهاده شد و به همین سبب در ابتدا «پناه‌آباد» نام گرفت. بعدها در زمان ابراهیم خلیل خان جوانشیر فرزند پناه علی‌خان، نام شهر به سبب روستای «شوش» که در نزدیکی پناه‌آباد قرار داشت به «شوشی» تغییر نام داد. به فارسی و ارمنی به آن «شوشی» گفته می‌شود، اما تلفظ آن در ترکی آذربایجانی به صورت «شوشا» درآمده‌است. براساس دانشنامه افرون و بروک‌هاوس هم، نام این شهر از روستای مجاورش به نامِ «شوشی‌کَند» (به معنای روستای شوشی در ترکی آذربایجانی) آمده که در زبان ارمنی «شُش» خوانده می‌شود. اما آراکل باباخانیان، برعکس، نامِ این روستا را برگرفته از دژِ شوشی می‌داند.
تاریخ‌دانانِ متعددی باور دارند که نام این شهر از واژهٔ فارسیِ «شیشه» گرفته شده‌است. آغا محمدخان قاجار در جریانِ محاصرهٔ پناه‌آباد به والی قره‌باغ، ابراهیم خلیل خان نوشت:«چند، از اين هول و هرب طريق خدمت گير و از اين رنج و تعب، بر آى.» نامهٔ آغا محمدخانْ مختوم به بیت شعرِ «ز منجنيقِ فلك سنگِ فتنه مى‌بارد / تو ابلهانه گريزى به آبگينه حصار» بود. ابراهيم خليل‌خان هم در پاسخ، بیت شعری نوشت:«گر نگهدار من آن است كه من مى‌دانم / شيشه را در بغل سنگ نگه مى‌دارد.» این مطلب در «فرهنگ لغت مختصر جای‌نام‌هایِ جهان» هم گفته شده‌است.
براساس منابع ارمنی، نام این شهر برگرفته از واژهٔ ارمنی شوش/شُش است که در زبان ارمنی معنای «جوانهٔ درخت» یا «مکان بلند» می‌دهد که مجازاً، هم به خود شهر و هم به روستای نزدیکش اطلاق شده. توجیهِ این اشتقاق این است که پسوندهای «a-» یا «ay-» در زبان ارمنیِ پیشامدرن، پسوندهای مرسومی در ساخت جای‌نام‌ها بوده‌اند.
در نخستین اشارهٔ مکتوب به این شهر در یک نسخهٔ خطی ارمنیِ سدهٔ پانزدهم، این نام به صورت «شوشو» ثبت شده‌است. افزون بر نام رایجِ ارمنی «شوشی»، این شهر در طول تاریخ در ارمنی با نام‌های گوناگونی مانندِ «شُشی/شوش‌وا بِرد»، «شُشی سْغْناخ» و «شُشواغالا» که همگی به معنای «قلعه شوشی/شوش» هستند، یاد شده است.
نام این شهر در اکثر منابع تاریخی به زبان فارسی به صورت «شوشی» ثبت شده‌است. همچنین «شوشه»، «شوش» و «شوشا» نیز با بسامد کمتری در برخی منابع ذکر شده‌اند.

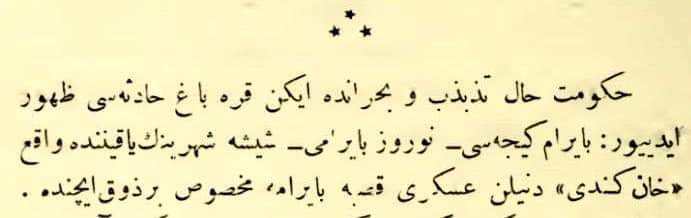
برگی از کتابِ جمهوری آذربایجان از محمدامین رسول‌زاده که نام شهر شوشی را با تلفظِ "شیشه" نگاشته و نوشته‌است:«در شب عید -عید نوروز- قصبه‌ی نظامی خان‌کندی، واقع‌شده در نزدیکی شهر شیشه...»
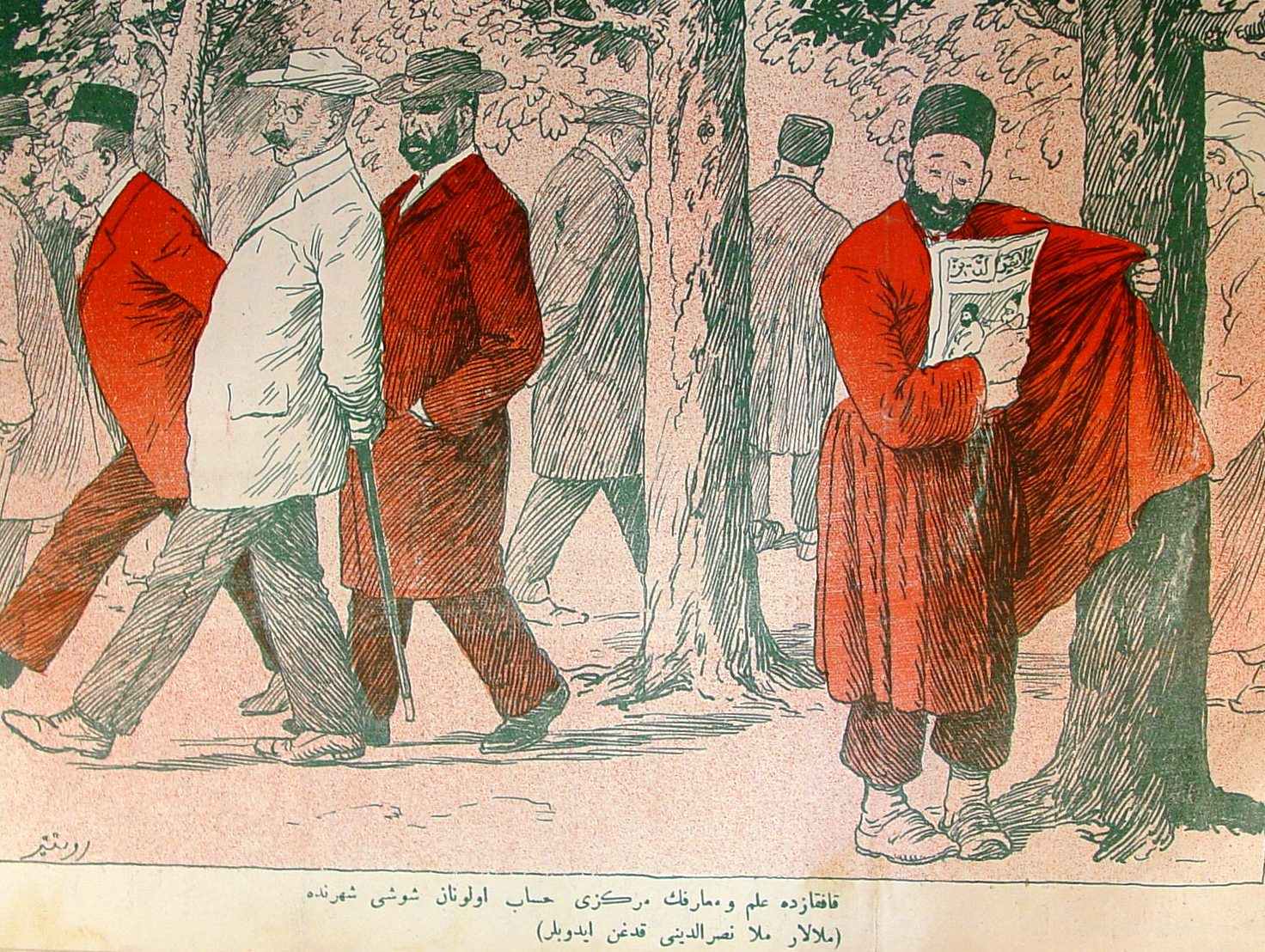
برگی از صفحهٔ مجلهٔ ملانصرالدین که در پنجم مردادماهِ سالِ ۱۲۸۹ نوشته‌شده و تلفظ نام شهر را به شکل شوشی ثبت‌کرده‌است. در پایین تصویر نوشته‌شده: «در شهر شوشی که مرکز علم و معارف قفقاز محسوب می‌شود، ملاها، ملانصرالدین را غدقن کرده‌اند.»
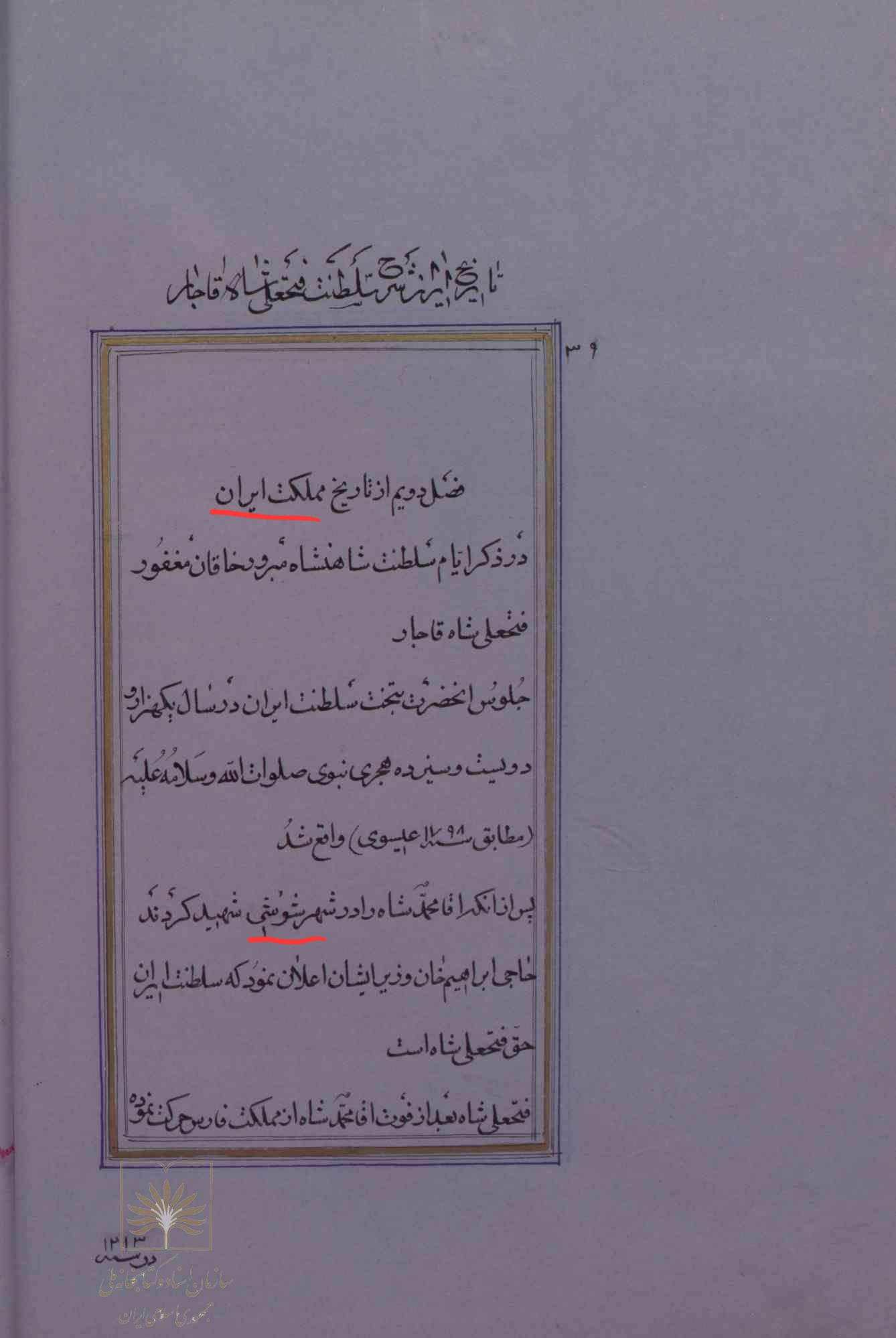
برگی از کتاب تاریخ مملکت ایران و سلسله‌ی جلیله‌ی قاجاریه، نوشته‌شده در زمان قاجاریان که نام شهر را شوشی نوشته‌است.
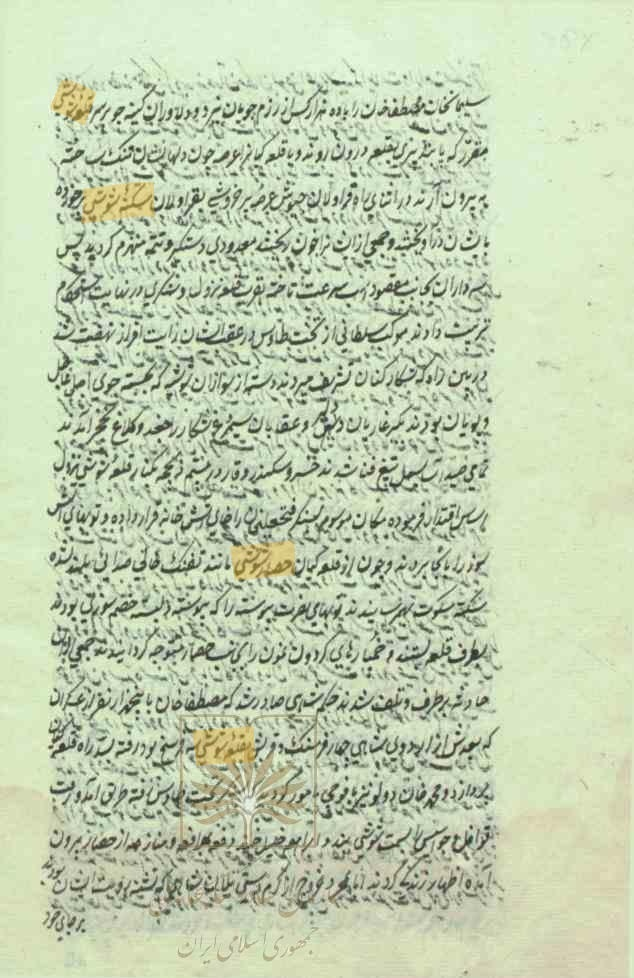
برگی از کتاب تاریخ محمدی، نوشته‌شده در سالِ ۱۲۰۰ پیرامون آخرین روزهای سلسله‌ی زندیه و دوران آقامحمدخان قاجار که چندین بار با واژه‌ی شوشی به این شهر اشاره کرده‌است.
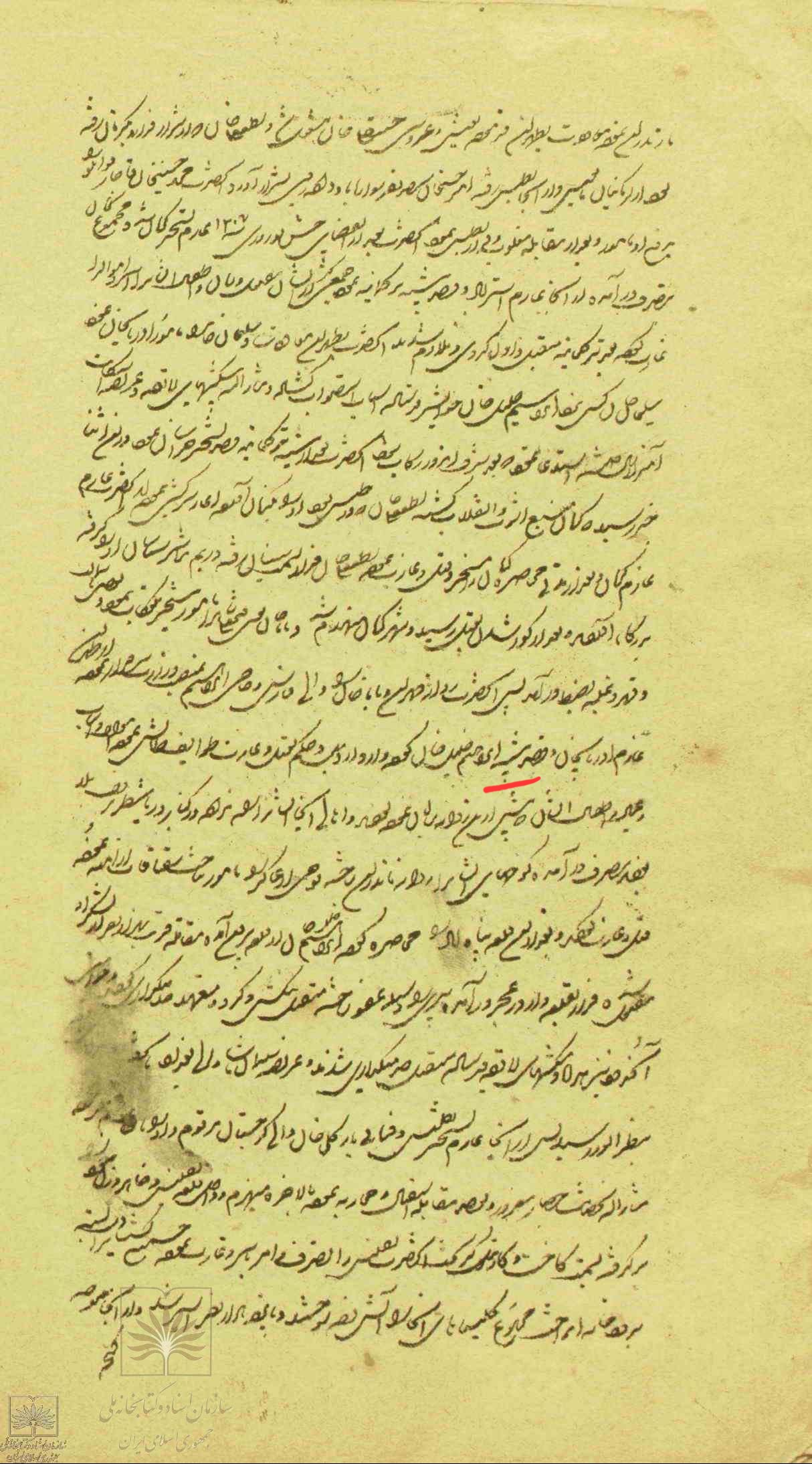
برگی از کتاب مجمل‌التواریخ و القصص که با واژه‌ی شوشی به این شهر اشاره کرده.
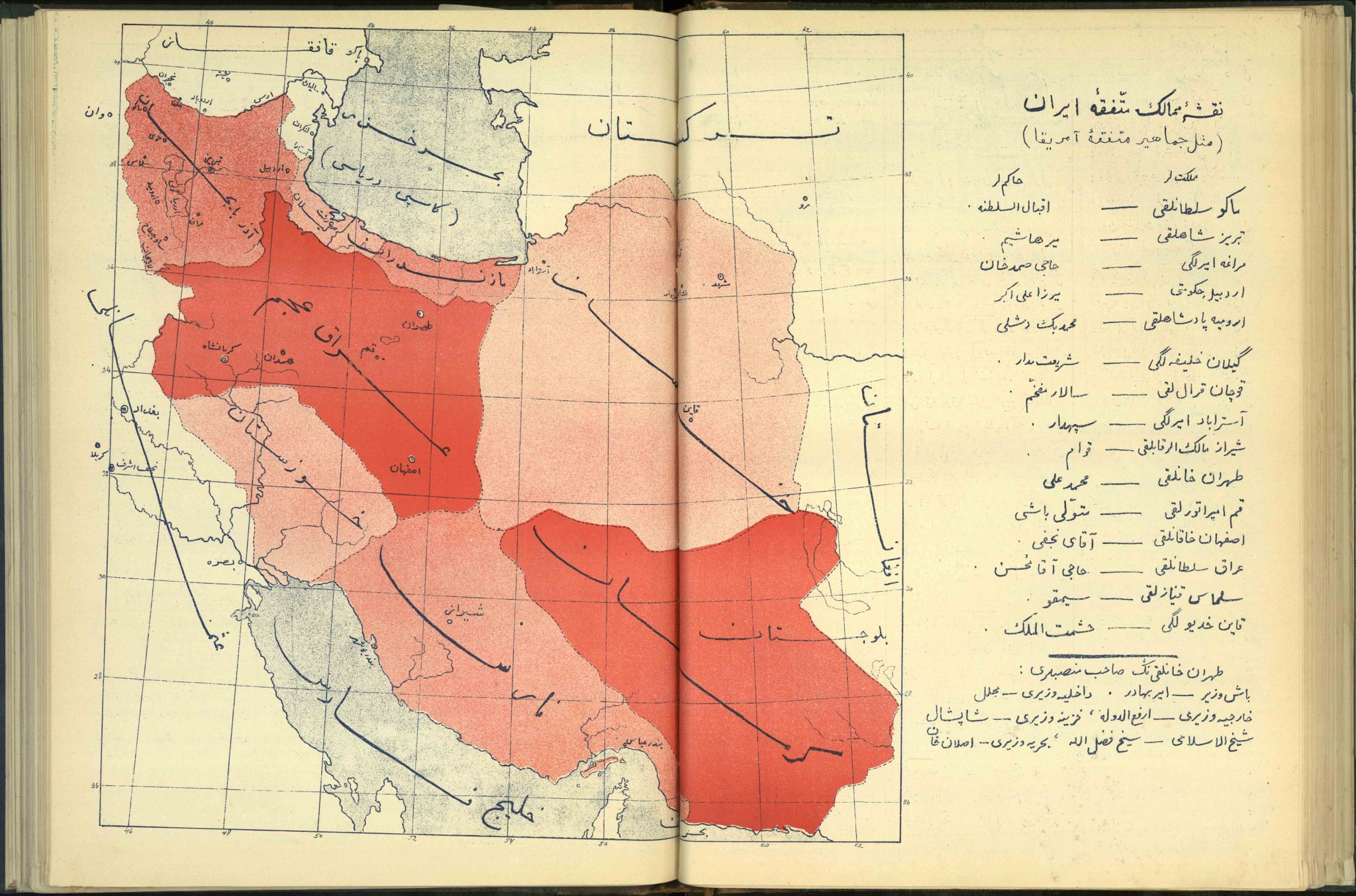
برگی از مجله‌ی ملانصرالدین در سال ۱۲۸۷ شمسی که نقشه‌ی ایران را کشیده و این شهر را با واژه‌ی شیشه شناخته‌است.
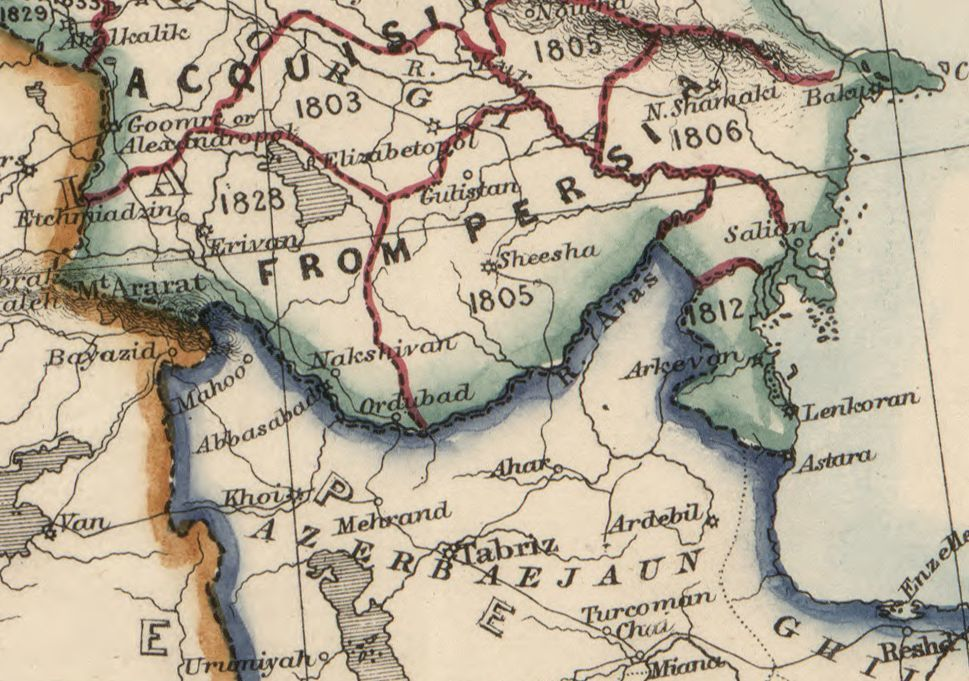
نقشه‌ای فرنگی از سال ۱۲۳۳ که نام شهر را شیشَه(Shisha) ثبت کرده‌است.
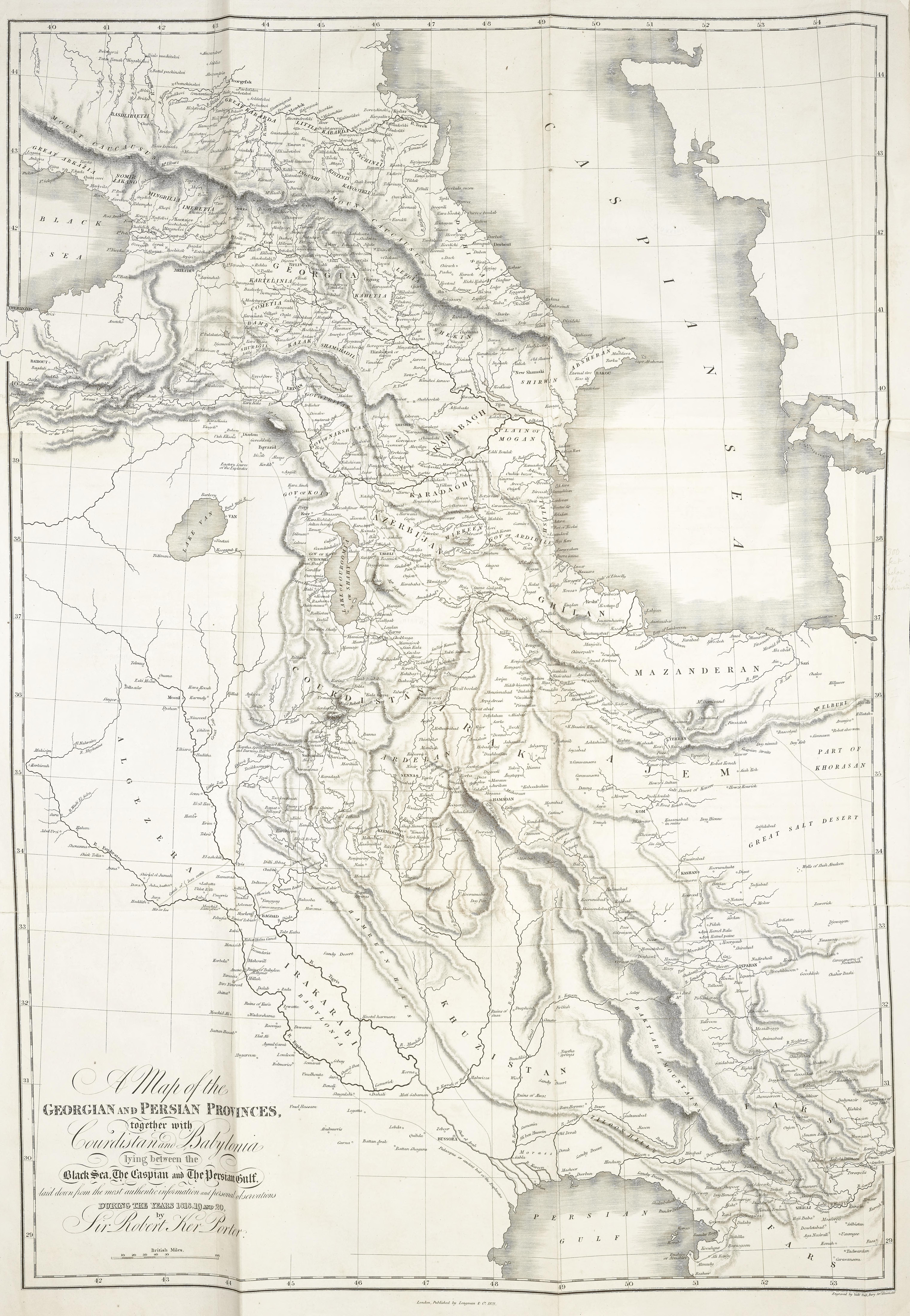
نقشه‌ای از رابرت کر پورتر از سال ۱۲۰۰ خورشیدی که نام شهر را «شیشَه» نوشته‌است.

## ساختار شهری و معماری
شکل‌گیری ساختار شهری آن، الگوهای شهرهای فئودالی شرقی دایر بر سیستم تقسیمات محله‌ای تأثیر بسیار داشته‌است:
۱- مرحله اول در سالهای ۱۷۵۳–۱۷۵۴ م با ایجاد باروی شهر و احداث قصرها آغاز و با شکل‌گیری بخش‌های پایینی قسمت شرقی شهر و محله‌های پایین خاتمه یافت.
۲- مرحله دوم در زمان حکمرانی ابراهیم خلیل خان جوانشیر (۱۷۵۹–۱۸۰۶) بخش‌های بالایی قسمت‌های شرقی شهر ساخته شد و محله‌های بالا شکل گرفت.
۳- مرحله سوم مربوط به ساخت و ساز در اراضی دره‌ای، تپه‌ای غرب شهر و شکل‌گیری محلات است که هم‌زمان با سالهای پس از انضمام قهری قره باغ به روسیه بود.
پایان ساخت و ساز محله‌های بالا و پایین شهر و شکل‌گیری محله‌های غربی در شکل‌گیری معماری و برنامه‌ریزی شهر، خاتمه مرحله پایانی بود. در شوشی در مراحل بعدی گسترش خود، به استثنای بخش غربی شهر، بازسازی و نوسازی صورت نگرفته‌است و به همین سبب شکل‌گیری مراحل تاریخی معماری و شهرسازی، خیابان‌ها و میدان‌های نمونه و خانه‌های مسکونی جالب توجه‌اند.
از این آثار می‌توان از دیوار قلعه، قصرهای درون قلعه، کاخ پناه علی خان، برج قارابویوک خان، دروازه گنجه (که یکی از درازه‌های اصلی شهر بود)، خانهٔ خورشیدبانو ناتوان، املاک کاخ مانند حاج قلی، خانه اسدبیگ، خانه مهمانداروف‌ها، خانه ظهراب‌بیگوف‌ها، مسجد جامع (یوخاری مچید (مسجد بالا) یا گوهرآغا مچیدی (مسجد گوهر آقا))، آرامگاه‌ها و چشمه‌ها (همه متعلق به سده‌های ۱۸ و ۱۹) نام برد که خود از نمونه‌های زیبای معماری شوشی به‌شمار می‌روند. کربلایی صفی‌خان قره‌باغی (زایش ۱۷۸۸ اهر- مرگ ۱۹۱۰ شوشی) یکی از معماران چیره‌دست آذربایجانی در نیمه سدهٔ ۱۹ به قره‌باغ آمده و کار در سبک معماری شرقی را در آنجا ادامه داد. نوسازی امامزاده بردع (۱۸۶۸)، ساخت مسجد آق‌دام (۱۸۷۰)، ساخت آشاغی مچید (مسجد پایین) در شوشی (۵–۱۸۷۴)، ساخت مسجد گوهرآغا در شوشی و مسجد قره‌باغلیلار در عشق‌آباد (۱۸۸۰) از آثار اوست. بناهای برجامانده از ابراهیم خلیل خان جوانشیر در قره‌باغ به این ترتیب هستند:
- الف) مسجد جامع که در سال ۱۱۸۲ ق ساخته شد و سپس به دستور دخترش گوهرآغا مرمت گردید.
- ب) دیوار قلعه شوشی که در سال ۱۱۹۸ ق در عرض سه سال ساخته شد.
- ج) هر دو قلعه عسکران که در ۱۲۰۳ ق ساخته شدند.
- د) عمارت واقع در خزینه‌دره‌سی
- و) عمارت خان باغی در یک فرسخی شوشی
- ه) حصار باغ آغ‌دام و گنبدهای قبرهای پناهخان و اولادش.